# Pelouse

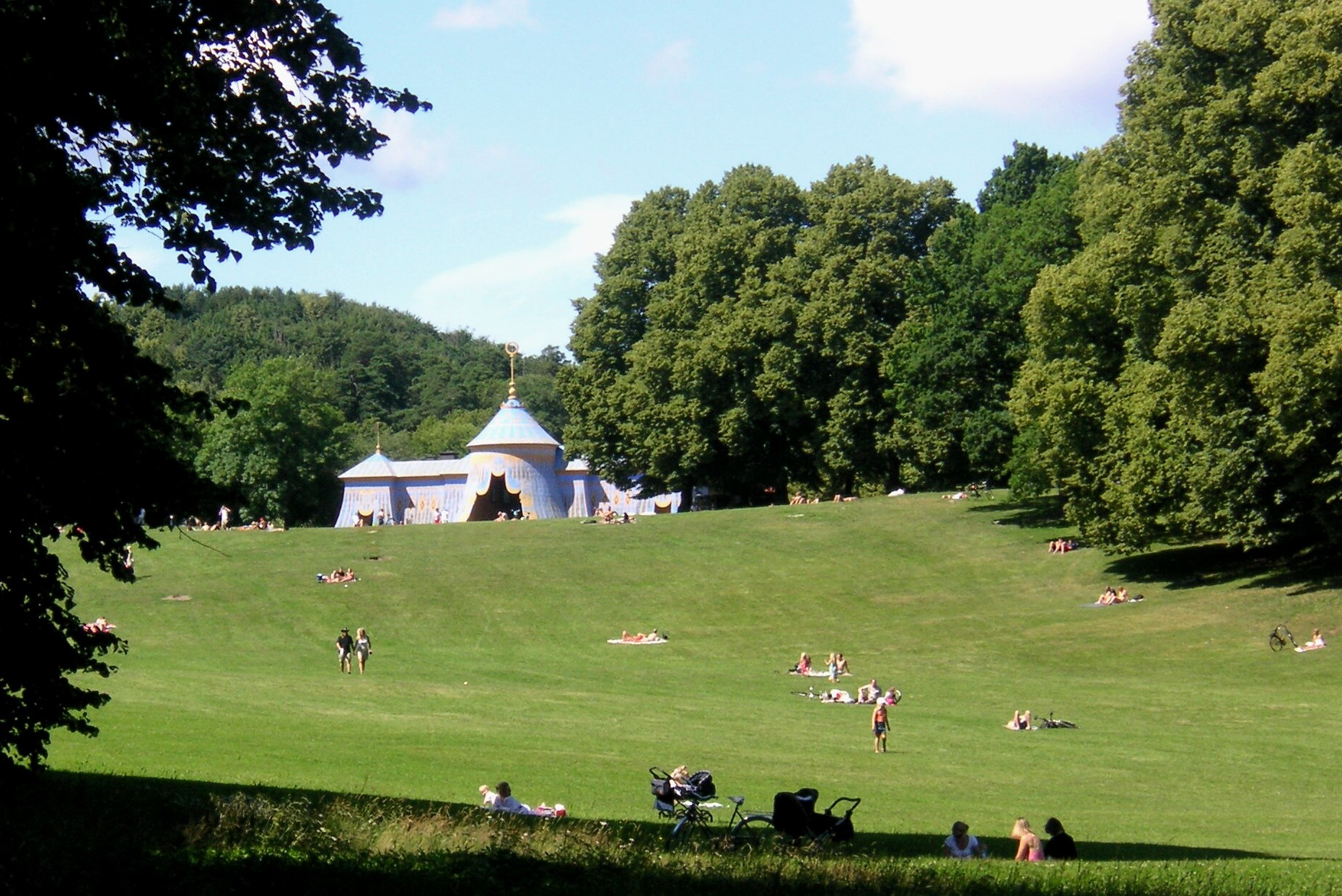
Hagaparkens pelouse.

Pelouse (uttalas [plu:z]; franska för gräsmatta) är ett äldre begrepp inom landskapsarkitekturen för en stor, mjukformad, ofta sluttande gräsplan eller en gräsvall.
Begreppet introducerades i Sverige under 1700-talet av landskapsarkitekten Fredrik Magnus Piper som åren 1773–1780 fick sin utbildning i bland annat Frankrike. En pelouse brukar vara en del i en engelsk park. Exempel härför är Stora pelousen och Lilla pelousen i Hagaparken i Solna samt Södra pelousen i Bellevueparken i Stockholm.